# Slow
Slow és una pel·lícula de drama romàntic del 2023 escrita i dirigida per Marija Kavtaradze. Retrata la proximitat i la intimitat dins d'una relació que desafia els estereotips i els clixés de parella. La pel·lícula es va estrenar el 22 de gener de 2023 al Festival de Cinema de Sundance, on va guanyar el premi a la millor direcció, i a Europa el mes de juliol al Festival Internacional de Cinema de Karlovy Vary.
La pel·lícula està escrita i dirigida per Marija Kavtaradze, que es va graduar en direcció de cinema a l'Acadèmia Lituana de Música i Teatre el 2014. Slow és el seu segon llargmetratge després d'Išgyventi vasarą/Summer Survivors. Va ser seleccionada com a proposta lituana a la millor pel·lícula de parla no anglesa als Premis Oscar de 2023.

## Argument
La professora de dansa contemporània Elena i l'intèrpret de llenguatge de signes i asexual Dovydas, interpretats per Greta Grinevičiūtė i Kęstutis Cicėnas, es troben i formen un bell vincle. A mesura que s'endinsen en una nova relació, han de buscar com construir el seu propi tipus d'intimitat.